# Pasiréotide
Le pasiréotide est une molécule analogue synthétique de la somatostatine, inhibant l'action de l'hormone de croissance.

## Propriétés
Il se fixe sur les récepteurs à l'hormone de croissance avec une bien meilleure affinité que l'octréotide.
Il diminue la sécrétion du pancréas, et par ce biais, diminue le taux de complications des pancréatectomies (en particulier la formation de fistules).

## Effets secondaires
Les effets secondaires les plus courants sont les nausées et l'hyperglycémie.